# 南あわじ市・洲本市組合立広田小学校
南あわじ市・洲本市組合立広田小学校（みなみあわじしすもとしくみあいりつひろたしょうがっこう）は、兵庫県南あわじ市広田中筋にある組合立小学校。

## 概要
南あわじ市・洲本市との一部事務組合である南あわじ市・洲本市小中学校組合によって設立されている公立小学校である。もともとは広田村立であったが、1957年7月、同村の納・鮎屋地区が洲本市に編入、その他の村域が緑村となり、緑村（後、緑町）と洲本市の組合立となった。2005年1月、緑町が合併により、南あわじ市となり、現在は南あわじ市・洲本市の組合立となっている。

## 沿革

### 経緯
当校は、1874年、勤有小学校として設立された。その後、1901年に広田尋常高等小学校に、1941年に三原郡広田国民学校に改称した。第二次世界大戦降伏後の学制改革によって、三原郡広田村立広田小学校となり、1957年、三原郡緑村洲本市組合立広田小学校と改められ、2005年、現校名に改称された。

### 年表
- 1874年5月10日 - 勤有小学校として発足する
- 1887年4月1日 - 広田尋常小学校と改称する
- 1901年4月1日 - 広田尋常高等小学校と改称する
- 1941年4月1日 - 国民学校令により三原郡広田国民学校と改称する
- 1947年4月1日 - 学制改革により三原郡広田村立広田小学校と改称する
- 1957年7月10日 - 三原郡緑村洲本市組合立広田小学校と改称
- 1960年4月1日 - 三原郡緑町洲本市組合立広田小学校と改称
- 2005年
  - 1月11日 - 町村合併に伴い南あわじ市・洲本市組合立広田小学校と改称
  - 3月1日 - 屋内運動場全面改修
- 2014年2月28日 - 新館竣工

## 学校教育目標
命と人権の大切さを基盤に、豊かな心を持ち、自ら学び、自ら行動する児童の育成　　　　　　　　　　　　　　　　

## 学校行事
| - 4月 始業式・入学式 - 5月 体育会 - 6月 | - 7月 終業式 - 8月 - 9月 始業式 | - 10月 - 11月 - 12月 マラソン大会・終業式 | - 1月 始業式 - 2月 - 3月 終業式・卒業式 |

## アクセス
- 市コミュニティバスらん・らんバス 北循環線(ゆめるん号）広田中学校前
- 淡路交通縦貫線 広田バス停 徒歩6分

## 通学区域
- 南あわじ市
  - 中条中筋、中条広田、中条徳原、広田広田、広田中筋、山添
- 洲本市
  - 納、鮎屋[1]

## 進学先中学校
- 南あわじ市・洲本市小中学校組合立広田中学校

## 学区の様子
諭鶴羽山、先山、丘陵に囲まれた盆地に位置する。国道28号、これに平行して神戸淡路鳴門自動車道がほぼ中央を南北に走っている。

## 通学区域が隣接している学校
- 南あわじ市立倭文小学校
- 南あわじ市立八木小学校
- 洲本市立由良小学校
- 洲本市立洲本第三小学校
- 洲本市立大野小学校
- 洲本市立加茂小学校